# 第二の災害
第二の災害（だいにのさいがい）とは、大規模な災害が発生した際に、被災地域に届けられながらも実用性がないなどの理由で、余計な混乱を被災地域に発生させる膨大な量の救援物資のことである。

## 概要
この、広く見られる用例として「救援物資は被災地を襲う第2の災害」と呼ばれるものは、災害発生時の避難生活者らに同情した市民・企業などから贈られる救援物資のうち、被災地のニーズを考慮せずに送り付けられたために無駄になってしまうものや、あるいは被災地域の分断された輸送手段がボトルネックとなって、確実に被災地域に届かず倉庫などに溜まってしまったものなどである。また、被災直後は、被災地のニーズを知るために、電話連絡等により必要物資を個別に問い合わせること自体が救援を妨げている場合もある。
もちろん、ニーズに即していて真に必要とされる物資が必要な場所にあり、必要としている人々に行き渡るなら、その救援物資は被災者の生命と健康を守るための大切な基盤となる。しかし被災地域のニーズにそぐわない場合に、避難生活者らが利用しようが無かったり、食品などでは倉庫に留められたまま消費期限や賞味期限を迎えてしまい喫食に適さない状態になってしまうなどの混乱が発生する。
加えて被災地域が復興し始めた段階で、初期の被災者には役立ったかもしれないが復興段階に入って不要になってしまった物資が倉庫を占有しつづけ、その保管費用だけでも被災地自治体の予算を圧迫、処分しようにも処分費用だけで莫大なコストが掛かることも問題とされている。

### 古着による混乱
この問題が実質的な災害として防災関係者に認識されるようになったのは1993年の北海道南西沖地震で、衣類だけでも約1,200トンが不要となり焼却処分され、処分費用約1億2千万円が自治体の負担となって重くのしかかった。
第二の災害が社会問題として報道され始めたのは2000年の三宅島噴火の折のことで、全島避難により仮設住宅などで避難生活を送る島民らに、同情した市民らから古着などが大量に寄せられたという。この時、島民らは「着の身着のまま」とは報じられはしたものの、必要最低限の生活物資を持ち出す余裕もあったため、クリーニングしていない古着は引き取り手も無いまま処分されたなどの話も出ている。
この頃より、古着は救援物資に含めないなどの声がボランティア団体などから発せられるようになっており、古着を贈るよりも古着をバザーなどで売った収益を寄付することを勧めるケースも聞かれる。

### 個人、団体、自治体等による個別の救援物資
被災地には、個人、団体、自治体等からの善意が詰まった救援物資が贈られることもある。ただこれが実際の被災地では混乱を招くケースも報告されている。原因のひとつは、救援物資の問合せ、募集、輸送、配布に時差が生じることにある。1995年の阪神・淡路大震災では約100万個の小包が届けられ、その膨大な量にボランティア関係者が忙殺されたほか、2004年10月の新潟県中越地震では、被災地救援策として小包郵便物の被災地への送料が免除されたが、この際に一般からの小包が殺到、これらは市役所など公共の建物へと配送された。
内容物は衣服や肌着から紙おむつや文房具など多岐に渡り、保存食など食品も入っていたが、個人からのものはそれら様々な救援物資が段ボールの箱に詰め合わせとなっており、役所の職員やボランティアなどが種類別に分別して希望者に配布するも、あまりの膨大な量に仕分け作業はパンク状態となったという。
中には調理済みの食品が荷物に紛れ込んでおり、仕分けの最中に腐り出したなどの話も出ている。この「食料品が腐る」という問題は前述の北海道南西沖地震の折にも報告されており、割れやすい瓶詰も不適切（同報告では缶詰が「いちばん望ましい」としている）という声も出ている。
新潟県長岡市では同震災の折に約4万7千件4,500トンの救援物資が届けられ、市職員が不眠不休で仕分け作業に追われたが、それでも捌ききれず翌2005年7月になっても倉庫に大量に残っていたという。このため2006年12月に同市は一般個人からの救援受け入れ拒否を決定している。
一方、2007年7月の新潟県中越沖地震では企業・自治体からの救援物資が殺到したものの、こんどは単位が大き過ぎて保管場所に苦慮するなどの問題が柏崎市で発生したことも報じられている。357企業178自治体からの物資はペットボトル入り水68万本・茶28万本・毛布2万枚が届けられ、同9月8日に読売新聞が報じた所では、水15,000本・茶5,000本・毛布17,000枚が余り体育館など4箇所を占有し続けているという。

## 問題の予防
こういった事情にも絡み、ボランティア団体などを中心に「個人は救援物資ではなく、義援金などで援助を」と呼びかけるところも出ている。救援物資に関しては、食品なら保存の利くもの、仕分け作業の手間を軽くするために六面に中身を表示したダンボール1個に1種類での梱包が求められている。先に挙げた個人からの救援物資拒否などのケースでは、自治体や企業などから「飲料水を数十ケース」とか「コメを数トン」といった単位でなら受け入れられるなどと表明しているケースもある。
ただ2007年の柏崎市のケースのように、過剰物資が余ってしまう混乱は避け難いようで、この辺りは被災地域の状況・被災者数・救援物資の集まり具合など様々な調整が必要と考えられるが、現時点ではそういった包括的な情報が提供されていないことも絡み、どのような物資を提供したらよいかの予測が困難である。
実際に被災者の手に渡るまでの分配作業も問題で、被災状況が深刻で道路が分断されている場合はトラックなどによる輸送が困難となるケースも1995年の阪神・淡路大震災や2004年の新潟県中越地震（山間地で長雨による土砂崩れなども発生した）で出ており、その輸送手段の回復を待って届けられる場合もあり、その間に傷んでしまう生鮮食品などは不適切だといえる。
またある程度、復興が進行している段階で初期の避難生活に必要な物資が届けられてもやはり役に立たない。段階を追っての必要なケアに即した物資の提供も求められよう。